# Portage La Loche
Pour les articles homonymes, voir Loche.
Portage La Loche (en langue crie : Portage Methye), situé dans le nord de la province de la Saskatchewan au Canada, fut un important poste de traite de fourrure, de la fin du XVIIIe siècle à la seconde moitié du XIXe siècle. 

## Toponymie
Le poste de traite fut désigné "Portage La Loche" par les trappeurs Canadiens-français et Métis en raison du poisson dénommé la loche au Canada et la lotte en France. Les Amérindiens de la Nation Cris, appelaient, dans leur langue crie, ce poisson Methye. Le Portage La Loche est situé près du lac La Loche et de son émissaire la rivière La Loche.

## Histoire
En 1778, le cartographe américain Peter Pond fut un des premiers explorateurs à parcourir la vingtaine de kilomètres qui sépare le lac La Loche et la rivière Clearwater. Il ouvrit la région de la rivière Athabasca au commerce de la fourrure et aux nombreux trappeurs. 
Entre 1789 et 1793, l'explorateur écossais Alexander Mackenzie (explorateur) indique dans son livre "Voyages from Montreal", qu'il passa deux fois par Portage La Loche dénommée "Portage Mithy-Ouinigam" par les Amérindiens, lors de son expédition dans le grand nord canadien.
Au début du XIXe siècle, le commerce de la fourrure prit de l'importance. Des convois de bateaux transportaient des quantités de peaux pour la Compagnie de la baie d'Hudson ainsi que pour la Compagnie du Nord-Ouest. L'un des capitaine d'équipage de ces convois, fut Alexis Bonami, originaire de la colonie de la rivière Rouge qui devint le responsable du poste de traite de Portage La Loche de par sa fonction de guide et chef d'équipage des convois de bateaux de fourrure.
Vers les années 1840, les Oblats vinrent évangéliser la région. Les évêques Isidore Clut et Alexandre-Antonin Taché venait d'ouvrir une mission catholique à l'Île-à-la-Crosse. Les Oblats baptisèrent de nombreux Métis, comme le chef François Beaulieu qui le fut par l'évêque Taché. 
En 1933, Portage La Loche est classé lieu historique national du Canada.